# Företagare
En företagare är en person som äger och ofta leder ett företag. Det kan vara som enskild näringsidkare eller anställd i bolaget. Många företagsledare är inte företagare utan anställda tjänstemän, utan det personliga ansvar som följer med företagande.